# Turnul de apă din Fabric
Turnul de apă din Fabric este un monument industrial din Timișoara, pe strada Samuil Micu nr. 16. El făcea parte din sistemul de alimentare cu apă al Timișoarei de la începutul secolului al XX-lea.

## Istoric
Prima mențiune cu privire la un puț săpat în incinta Castelul Huniade datează din 1551. Mult timp însă Timișoara s-a aprovizionat cu apă din râul Bega, cum descria Evliya Çelebi, fapt confirmat de Henrik Ottendorf, care au vizitat Timișoara în 1660, respectiv în 1663.
După cucerirea în 1716 a Timișoarei de către habsburgi, în 1729 s-a început construirea unui apeduct care să aducă apa de la Giarmata, însă s-a renunțat. În 1732 s-a construit pe locul actualei piețe Mitropolit Alexandru Sterca-Suluțiu o instalație de pompare a apei din Bega și filtrare a ei prin straturi de rumeguș de lemn. În 1774 inginerul Alexander Steinlein concepe și construiește în acel loc un turn de apă pentru aprovizionarea orașului. Acest turn a fost distrus în timpul asediului de la 1849, în continuare aprovizionarea cu apă făcându-se numai din fântâni.
În 1891, după defortificarea Timișoarei, s-a pus din nou problema realizării unui sistem de aprovizionare cu apă și de canalizare asemănător cu cel din orașele europene. S-au realizat mai multe proiecte, dintre care unele, între 1904–1907, de către Stan Vidrighin. În urma documentării privind sistemele din Dresda, Berlin, Hamburg , Köln, Strasbourg, Karlsruhe și Londra s-a realizat un proiect de către inginerii János Lenarduzzi (1865–1916) și Richárd Sabathiel (n. 28 ianuarie 1875, Budapesta – d. 14 iunie 1942, Budapesta), contrasemnat de Stan Vidrighin, care făcuse studiul necesităților și posibilităților și întocmise caietul de sarcini.

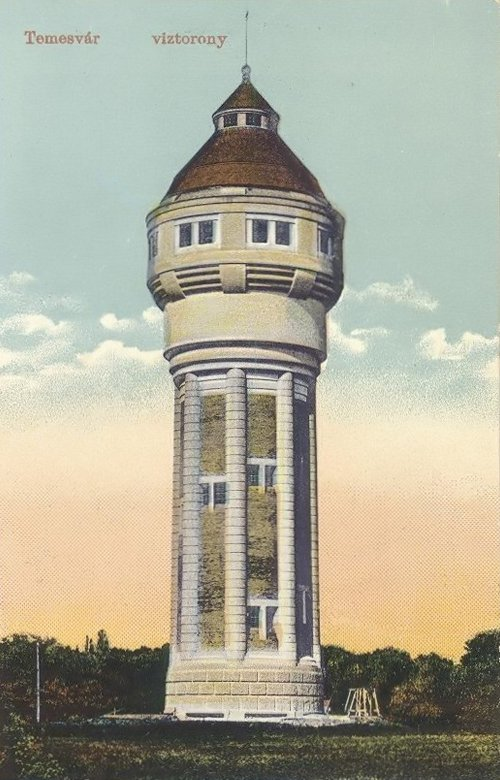
Turnul de apă din Fabric în 1914

După ce au fost terminate lucrările de canalizare a orașului și s-a pus în funcțiune Uzina de apă nr. 1, la capetele rețelei de distribuție au fost construite între 1912–1914 două turnuri, care au servit pentru compensarea consumului maxim din cursul zilei. Turnurile, cu înălțimea de 52 m, se află pe lista monumentelor istorice ale Timișoarei, sub cod LMI TM-II-m-A-06152. Turnul de apă din Fabric era prevăzut cu un rezervor de 500 mc pentru apă potabilă.
După al Doilea Război Mondial s-au pus în funcțiune și alte uzine de apă, iar turnurile nu au mai fost necesare pentru scopul lor inițial, iar apa potabilă este furnizată de peste 100 de fântâni forate, care extrag apa de la adâncimi de 100–250 m.
Actual, la începutul secolului al XXI-lea, turnul din Fabric aparține de fabrica de textile „1 Iunie” (în anul 2017 în insolvență). Ambele turnuri de apă sunt dezafectate, existând propuneri ca spațiul din ele să fie amenajat ca restaurant, cafenea, cofetărie, muzeu, spațiu expozițional etc.